# معركة جبل أرمينيا
معركة جبل أرمينيا أو معركة أرمينيا بيلي (بالتركية: Ermeni Beli Muharebesi)‏، معركة دارت بين العثمانيين والإمبراطورية البيزنطية عام 1282م أو 1283م. كانت هذه الحرب هي الحرب الأولى قبل تأسيس الدولة العثمانية،  ولم يتمكن الجيش البيزنطي من تحقيق أية نتائج من هذه المعركة.
وقعت هذه المعركة في عهد الإمبراطور البيزنطي أندرونيكوس الثاني باليولوج الذي حكم من 1282م حتى سنة 1328م.

## خلفية الصدام
عاشت قبيلة قايي التركية في منطقتي سوغوت ودومانيتش تحت حكم أرطغرل غازي الذي أنشأ علاقات جيدة للغاية خاصة مع تكفور (الحاكم البيزنطي المحلي) منطقة بيلجيك (بالتركية العثمانية: بيله جك)‏. واستمرت هذه العلاقة الطيبة في عهد عثمان غازي الذي خلف والده أرطغرل غازي في رئاسة قبيلة قايي بعد وفاته عام 1281م. كان قبيلة قايي تعيش في سوغوت في موسم الشتاء وترتحل إلى دومانيتش في فصل الصيف. أثناء ترحالهم من سوغوت إلى دومانيتش في الصيف، كانوا يأتمنون ممتلكاتهم الثمينة والثقيلة على تكفور بيلجيك. وفي المقابل، كان تم تقديم الهدايا إلى التكفور.
أما "آيا نيقولا" تكفور إنيجول، فكان عدوا لقبيلة قايي وأراد الاستيلاء على الأرض من خلال غزو القبيلة، فكان أثناء ارتحال القبيلة يغلق الطريق عليهم ويتلف ممتلكاتهم وحيواناتهم وبدأ في نهب أسواق قايي. وعلاوة على ذلك، كان يحرض التكافرة الآخرين (الحكام البيزنطين في المناطق المجاورة) ضد عثمان غازي.

## المعركة
بعد أن أصبح عثمان بك رئيسا للقبيلة، كان أول ما فعله في عام 1284م هو الذهاب في جولة تفقدية مع حوالي 120 فارسًا في منطقة "جبل أخي" (بالتركية: Ahî Dağı)‏، التي تقع في شمال سهل إنيجول وكانت تُعرف باسم "جبل إرمينيا" في تلك السنوات.
وبعد أن علم "آيا نيقولا" (بالتركية: Aya Nikola)‏ تكفور إنيجول بجولة التفتيش التي سيقوم بها عثمان بك، قام بنصب كمين له بالقرب من "ديلكلي كايا" (بالتركية: Delikli Kaya)‏ في مضيق حمزة بيه الحالي، والذي يسمى "أرميني بيلي" (بالتركية: Ermeni-Beli)‏ في المصادر العثمانية.
وفي بداية المواجهة التي دارت في المنطقة للخروج من هذا الكمين، قُتل حمزة بك باي هوجا البالغ من العمر 15 عامًا، وهو ابن سافجي بك شقيق عثمان بك الأكبر. نجحت قوات قبيلة قايي في اختراق طوق العدو بهجوم ناجح، وتمكن من الخروج من الكمين، تاركين العدو وحده مع قتلاه وجرحاه. 

## بعد المعركة
بعد الغارة على جبل الأرمن وموت حمزة بك باي هوجا (بالتركية: Bayhoca)‏، طلب سامسا جاويش تخصيص قلعة كارا تكين (بالتركية: Kara Tekin Kalesi)‏ بالقرب من تلة باكاجاك (بالتركية: Bakacak Tepesi)‏ لعثمان بك من أجل وضع حد لتكفور إينجول "آيا نيقولا" وتحييده. ومع ذلك، لم يقبل عثمان بك هذا العرض الذي قدمه سامسا جاويش بسبب الاستراتيجية التي حددها. لكن الجيش البيزنطي لم يتمكن من تحقيق أية نتائج في المعركة.
كانت معركة جبل الأرمن ومقتل حمزة بك باي هوجا، بمثابة الخطوات الأولى نحو الاستيلاء على إنيجول.
كانت هذه الحرب هي الحرب الأولى قبل تأسيس الدولة العثمانية. 

## فتح قلعة كولاجا حصار
توجه عثمان بك بقوة قوامها 300 شخص إلى قلعة كولاجا حصار التي تقع على بعد بضع فراسخ من إينجول في ضواحي أميرطاغ، فتسلل عدد قليل من الرجال إلى القلعة متنكرين في زي الرومان وحيّدوا الحراس وفتحوا البوابات، فدخلوها في معركة ليلية، ليفتح العثمانيون القلعة كولاجا حصار. وكانت هذه هي أول قلعة تفتحها الدولة العثمانية في تاريخها.